# Svjetsko prvenstvo u alpskom skijanju 2003.
37. svjetsko prvenstvo u alpskom skijanju održano je u St. Moritzu u Švicarskoj od 2. – 16. veljače 2003. godine.

## Muškarci

### Spust
| Mjesto | Država    | Skijaš              | Vrijeme     |
| ------ | --------- | ------------------- | ----------- |
| 1.     | Austrija  | Michael Walchhofer  | 1:43,54 min |
| 2.     | Norveška  | Kjetil André Aamodt | 1:44,05 min |
| 3.     | Švicarska | Bruno Kernen        | 1:44,51 min |
| 4.     | Švicarska | Didier Cuche        | 1:44,67 min |
| 5.     | Austrija  | Stephan Eberharter  | 1:44,68 min |
| 6.     | Kanada    | Erik Guay           | 1:44,70 min |
| 7.     | Švicarska | Ambrosi Hoffmann    | 1:44,73 min |
| 8.     | Austrija  | Hermann Maier       | 1:44,76 min |
|        | Francuska | Antoine Dénériaz    | 1:44,76 min |

Datum: 8. veljače, 12:30 h

Staza: „Corviglia“

Dužina: 2989 m 

Visinska razlika: 800 m

Vrata: 41
Startalo je 49 skijaša od toga je 46 završilo utrku.
Odustali: Daron Rahlves (USA), Max Rauffer (GER)

### Super-G
| Mjesto | Država    | Skijaš              | Vrijeme     |
| ------ | --------- | ------------------- | ----------- |
| 1.     | Austrija  | Stephan Eberharter  | 1:38,80 min |
| 2.     | Austrija  | Hermann Maier       | 1:39,57 min |
|        | SAD       | Bode Miller         | 1:39,57 min |
| 4.     | Švicarska | Ambrosi Hoffmann    | 1:39,61 min |
| 5.     | Norveška  | Kjetil André Aamodt | 1:39,75 min |
| 6.     | Kanada    | Erik Guay           | 1:39,88 min |
| 7.     | Kanada    | Jan Hudec           | 1:39,91 min |
| 8.     | Švicarska | Bruno Kernen        | 1:39,96 min |

Datum: 2. veljače, 12:30 h

Staza: „Corviglia“

Dužina: 2358 m 

Visinska razlika: 605 m

Vrata: 38
Startalo je 59 skijaša od toga je 46 završilo utrku.
Odustali: Pierre-Emmanuel Dalcin (FRA), Max Rauffer (GER), Hannes Reichelt (AUT), Aksel Lund Svindal (NOR)

### Veleslalom
| Mjesto | Država    | Skijaš               | Vrijeme     |
| ------ | --------- | -------------------- | ----------- |
| 1.     | SAD       | Bode Miller          | 2:45,93 min |
| 2.     | Austrija  | Hans Knauß           | 2:45,96 min |
| 3.     | SAD       | Erik Schlopy         | 2:45,97 min |
| 4.     | Slovenija | Aleš Gorza           | 2:46,32 min |
| 5.     | Norveška  | Aksel Lund Svindal   | 2:46,77 min |
| 6.     | Finska    | Kalle Palander       | 2:46,82 min |
| 7.     | Švicarska | Michael von Grünigen | 2:46,86 min |
| 8.     | Italija   | Alberto Schieppati   | 2:46,97 min |

Datum: 12. veljače, 09:30 h (1. vožnja), 13:00 h (2. vožnja)

Staza: „Engiadina“

Visinska razlika: 445 m

Vrata: 56 (1. vožnja), 52 (2. vožnja)
Startalo je 127 skijaša od toga je 83 završilo utrku.
Odustali: Massimiliano Blardone (ITA), Andreas Ertl (GER), Ivica Kostelić (CRO), Jean-Pierre Vidal (FRA)

### Slalom
| Mjesto | Država    | Skijaš            | Vrijeme     |
| ------ | --------- | ----------------- | ----------- |
| 1.     | Hrvatska  | Ivica Kostelić    | 1:40,66 min |
| 2.     | Švicarska | Silvan Zurbriggen | 1:40,99 min |
| 3.     | Italija   | Giorgio Rocca     | 1:41,02 min |
| 4.     | Austrija  | Benjamin Raich    | 1:41,12 min |
| 5.     | Austrija  | Manfred Pranger   | 1:41,25 min |
| 6.     | SAD       | Bode Miller       | 1:41,54 min |
| 7.     | Finska    | Kalle Palander    | 1:41,90 min |
| 8.     | Norveška  | Tom Stiansen      | 1:42,11 min |

Datum: 16. veljače, 10:00 h (1. vožnja), 13:00 h (2. vožnja)

Staza: „Corviglia“

Visinska razlika: 180 m

Vrata: 65 (1. vožnja), 60 (2. vožnja)
Startalo je 123 skijaša od toga je 65 završilo utrku.
Odustali: Alain Baxter (GBR), Marc Berthod (SUI), Hans Petter Buraas (NOR), Andreas Ertl (GER), Peter Fill (ITA), Mitja Kunc (SLO), Mario Matt (AUT), Kentaro Minagawa (JPN), André Myhrer (SWE), Akira Sasaki (JPN), Heinz Schilchegger (AUT), Rainer Schönfelder (AUT), Jean-Pierre Vidal (FRA)

### Kombinacija
| Mjesto | Država    | Skijaš              | Spust         | Slalom        | Ukupno      |
| ------ | --------- | ------------------- | ------------- | ------------- | ----------- |
| 1.     | SAD       | Bode Miller         | 1:52,11 (12.) | 1:26,30 (2.)  | 3:18,41 min |
| 2.     | Norveška  | Lasse Kjus          | 1:49,16 (1.)  | 1:29,32 (14.) | 3:18,48 min |
| 3.     | Norveška  | Kjetil André Aamodt | 1:50,50 (3.)  | 1:28,04 (8.)  | 3:18,54 min |
| 4.     | Francuska | Pierrick Bourgeat   | 1:52,12 (13.) | 1:26,47 (3.)  | 3:18,59 min |
| 5.     | Švicarska | Silvan Zurbriggen   | 1:51,47 (7.)  | 1:27,50 (6.)  | 3:18,97 min |
| 6.     | Švedska   | Markus Larsson      | 1:54,25 (19.) | 1:25,57 (1.)  | 3:19,82 min |
| 7.     | Švicarska | Didier Défago       | 1:51,24 (6.)  | 1:28,75 (12.) | 3:19,99 min |
| 8.     | Italija   | Giorgio Rocca       | 1:53,45 (18.) | 1:26,65 (4.)  | 3:20,10 min |

Datum: 6. veljače, 10:00 (Spust)
13:00 h / 15:00 h (Slalom)

Spust staza: „Corviglia“

Dužina: 2828 m, 

Visinska razlika: 705 m

Vrata: 38 

Slalom staza: „Engiadina“

Visinska razlika: 165 m

Vrata: 54 (1. vožnja), 54 (2. vožnja)
Startalo je 54 skijaša od toga je 32 završilo utrku.
Odustali: Johan Brolenius (SWE), Mario Matt (AUT), Benjamin Raich (AUT), Akira Sasaki (JPN), Marco Sullivan (USA), Aksel Lund Svindal (NOR), Michael Walchhofer (AUT)

## Žene

### Spust
| Mjesto | Država    | Skijašica             | Vrijeme     |
| ------ | --------- | --------------------- | ----------- |
| 1.     | Kanada    | Mélanie Turgeon       | 1:34,30 min |
| 2.     | Švicarska | Corinne Rey-Bellet    | 1:34,41 min |
|        | Austrija  | Alexandra Meissnitzer | 1:34,41 min |
| 4.     | Austrija  | Brigitte Obermoser    | 1:34,57 min |
| 5.     | Austrija  | Renate Götschl        | 1:34,65 min |
| 6.     | SAD       | Jonna Mendes          | 1:34,82 min |
| 7.     | Francuska | Carole Montillet      | 1:34,87 min |
| 8.     | Austrija  | Christine Sponring    | 1:34,97 min |

Datum: 9. veljače, 12:30 h

Staza: „Engiadina“

Dužina: 2719 m, 

Visinska razlika: 705 m

Vrata: 39
Startalo je 38 skijašica od toga je 36 završilo utrku.
Odustale: Lucia Recchia (ITA)

### Super-G
| Mjesto | Država    | Skijašica             | Vrijeme     |
| ------ | --------- | --------------------- | ----------- |
| 1.     | Austrija  | Michaela Dorfmeister  | 1:27,48 min |
| 2.     | SAD       | Kirsten Lee Clark     | 1:27,50 min |
| 3.     | SAD       | Jonna Mendes          | 1:27,63 min |
| 4.     | Kanada    | Geneviève Simard      | 1:27,90 min |
| 5.     | Austrija  | Alexandra Meissnitzer | 1:28,06 min |
| 6.     | Kanada    | Mélanie Turgeon       | 1:28,12 min |
| 7.     | Švicarska | Corinne Rey-Bellet    | 1:28,15 min |
| 8.     | Austrija  | Renate Götschl        | 1:28,26 min |

Datum: 3. veljače, 12:30 h

Staza: „Engiadina“

Dužina: 2118 m, 

Visinska razlika: 550 m

Vrata: 35
Startalo je 40 skijašica od toga je 34 završilo utrku.
Odustale: Sylviane Berthod (SUI), Daniela Ceccarelli (ITA), Caroline Lalive (USA), Maria Riesch (GER)

### Veleslalom
| Mjesto | Država    | Skijašica            | Vrijeme     |
| ------ | --------- | -------------------- | ----------- |
| 1.     | Švedska   | Anja Pärson          | 2:30,97 min |
| 2.     | Italija   | Denise Karbon        | 2:32,52 min |
| 3.     | Kanada    | Allison Forsyth      | 2:32,76 min |
| 4.     | Austrija  | Michaela Dorfmeister | 2:32,83 min |
| 5.     | Slovenija | Tina Maze            | 2:33,03 min |
| 6.     | Italija   | Karen Putzer         | 2:33,10 min |
| 7.     | Italija   | Manuela Mölgg        | 2:33,19 min |
| 8.     | Švicarska | Sonja Nef            | 2:33,28 min |

Datum: 12. veljače, 09:30 h (1. vožnja), 13:00 h (2. vožnja)

Staza: „Engiadina“

Visinska razlika: 395 m

Vrata: 51 (1. vožnja), 54 (2. vožnja)
Startalo je 80 skijašica od toga je 51 završilo utrku.
Odustale: Fränzi Aufdenblatten (SUI), Hedda Berntsen (NOR), Kirsten Clark (USA), Nicole Hosp (AUT), Britt Janyk (CAN), Alexandra Meissnitzer (AUT), María José Rienda (ESP), Maria Riesch (GER), Sarah Schleper (USA), Geneviève Simard (CAN), Fabienne Suter (SUI)

### Slalom
| Mjesto | Država    | Skijašica       | Vrijeme     |
| ------ | --------- | --------------- | ----------- |
| 1.     | Hrvatska  | Janica Kostelić | 1:39,55 min |
| 2.     | Austrija  | Marlies Schild  | 1:40,18 min |
| 3.     | Austrija  | Nicole Hosp     | 1:40,46 min |
| 4.     | Švedska   | Anja Pärson     | 1:40,58 min |
| 5.     | Švedska   | Anna Ottosson   | 1:40,94 min |
| 6.     | Švicarska | Sonja Nef       | 1:41,06 min |
| 7.     | Francuska | Laure Pequegnot | 1:41,30 min |
| 8.     | Hrvatska  | Nika Fleiss     | 1:41,60 min |

Datum: 15. veljače, 10:00 h (1. vožnja), 13:00 h (2. vožnja)

Staza: „Engiadina“

Visinska razlika: 165 m

Vrata: 60 (1. vožnja), 57 (2. vožnja)
Startalo je 74 skijašica od toga je 50 završilo utrku.
Odustale: Trine Bakke (NOR), Hedda Berntsen (NOR), Martina Ertl (GER), Annemarie Gerg (GER), Elisabeth Görgl (AUT), Kristina Koznick (USA), Julia Mancuso (USA), Tina Maze (SLO), Špela Pretnar (SLO), María José Rienda (ESP), Maria Riesch (GER), Sarah Schleper (USA), Šárka Záhrobská (CZE)

### Kombinacija
| Mjesto | Država    | Skijašica               | Spust         | Slalom        | Ukupno      |
| ------ | --------- | ----------------------- | ------------- | ------------- | ----------- |
| 1.     | Hrvatska  | Janica Kostelić         | 1:18,81 (9.)  | 1:22,82 (1.)  | 2:41,63 min |
| 2.     | Austrija  | Nicole Hosp             | 1:18,25 (2.)  | 1:23,44 (2.)  | 2:41,69 min |
| 3.     | Švicarska | Marlies Oester          | 1:19,48 (12.) | 1:24,35 (4.)  | 2:43,83 min |
| 4.     | Austrija  | Marlies Schild          | 1:19,83 (15.) | 1:24,02 (3.)  | 2:43,85 min |
| 5.     | Njemačka  | Maria Riesch            | 1:18,38 (3.)  | 1:26,22 (8.)  | 2:44,60 min |
| 6.     | Njemačka  | Martina Ertl            | 1:20,15 (18.) | 1:24,87 (5.)  | 2:45,02 min |
| 7.     | SAD       | Julia Mancuso           | 1:18,69 (5.)  | 1:26,61 (9.)  | 2:45,30 min |
| 8.     | Švedska   | Jessica Lindell-Vikarby | 1:18,18 (1.)  | 1:27,13 (11.) | 2:45,31 min |

Datum: 10. veljače, 10:00 (Spust)
13:00 h / 15:00 h (Slalom)

Spust staza: „Engiadina“

Dužina: 2583 m 

Visinska razlika: 550 m

Vrata: 31 

Slalom staza: „Engiadina“

Visinska razlika: 165 m

Vrata: 49 (1. vožnja), 43 (2. vožnja)
Startalo je 31 skijašica od toga je 21 završilo utrku.
Odustale: Chemmy Alcott (GBR), Catherine Borghi (SUI), Karen Putzer (ITA), Christine Sponring (AUT)

## Tablica medalja
| Mjesto | Država    | Zlato | Srebro | Bronca | Ukupno |
| ------ | --------- | ----- | ------ | ------ | ------ |
| 1.     | Austrija  | 3     | 4      | 2      | 9      |
| 2.     | Hrvatska  | 3     | –      | –      | 3      |
| 3.     | SAD       | 2     | 1      | 3      | 6      |
| 4.     | Kanada    | 1     | –      | 1      | 2      |
| 5.     | Švedska   | 1     | –      | –      | 1      |
| 6.     | Švicarska | –     | 2      | 2      | 4      |
| 7.     | Norveška  | –     | 2      | 1      | 3      |
| 8.     | Italija   | –     | 1      | 1      | 2      |